# Ekorosk
Ekorosk är ett kommunalägt avfallshanteringsbolag i Österbotten, Mellersta Österbotten och Södra Österbotten i Finland. Idag består Ekorosk verksamhetsområde av 11 kommuner Karleby, Kronoby, Kaustby, Vetil, Evijärvi, Kauhava, Larsmo, Pedersöre, Jakobstad, Nykarleby och cirka 114 000 invånare. 
Ekorosk som sysselsätter runt 20 personer började som en lokal verksamhet i Jakobstad 1993 som sedan successivt utökats med fler kommuner.
Anläggningen i Pirilö sorterar 60 ton svarta och ljusa påsar per dag, men pga ineffektivitet så fungerar inte sorteringen som det skall.Verksamhetsområdets avfallsproducenter har tillgång till ca 250 ekopunkter för återvinnbart avfall samt 22 återvinningsstationer för skrymmande avfall och farligt avfall.